# Anisodes bitactata
Anisodes bitactata är en fjärilsart som beskrevs av Louis Beethoven Prout 1932. Anisodes bitactata ingår i släktet Anisodes och familjen mätare. Inga underarter finns listade i Catalogue of Life.